# Danny Avila
Danny Avila, pseudonimo di Daniel Ávila Rosón (Marbella, 1º aprile 1995), è un disc jockey e produttore discografico spagnolo.

## Carriera
Danny Avila inizia a pubblicare le prime tracce nel 2012 e nel 2013 tramite Spinnin' Records. Ottiene maggiore successo nel 2015 pubblicando il brano Cream col disc jockey tedesco Tujamo, singolo accompagnato da un controverso video musicale vietato ai minori sul canale ufficiale di YouTube della Spinnin' Records. Collabora anche con Deorro, le NERVO e Will Sparks per poi, nel 2020, debuttare sulla Hexagon, l’etichetta di Don Diablo con il brano Remedy, seguito poi da My Love.

### DJ Magazine
- 2015: #60[1]
- 2016:  —
- 2017: #52
- 2018: #38
- 2019: #41
- 2020: #38
- 2021: #34

## Discografia

### Album
- 2019: HUMAN

### Singoli
- 2012: Breaking Your Fall
- 2013: Voltage
- 2013: Tronco
- 2013: Rasta Funk
- 2013: Poseidon
- 2014: Rock The Place (vs. twoloud)
- 2014: Boom! (con Merzo)
- 2015: Plastik
- 2015: Close Your Eyes (con Kaaze)
- 2015: C.H.E.C.K
- 2015: Cream (con Tujamo)
- 2016: High (feat. Haliene)
- 2017: Loco (con NERVO feat. Reverie)
- 2018: Save You (con Famous Dex feat. X-Nilo)
- 2018: Brah
- 2018: Too Good To Be True (con The Vamps feat. Machine Gun Kelly)
- 2018: End Of The Night
- 2019: LaLa
- 2019: Hard To Love
- 2019: Thinking About You
- 2019: Keep It Going (con Deorro)
- 2019: Fast Forward
- 2019: Chase The Sun
- 2019: HUMAN
- 2019: Fat Beat (con Will Sparks)
- 2019: Good Times
- 2020: Beautiful Girls
- 2020: Run Wild
- 2020: Remedy (feat. Selena Mastroianni)
- 2020: My Love
- 2020: The Unknown
- 2020: Pushin
- 2020: My Blood
- 2021: Hometown Heroes

### Remix
- 2011: Germán Brigante – Tiki Taka (DJ Mind & Danny Avila Remix)
- 2012: M.A.N.D.Y. & Booka Shade – Body Language (Danny Avila Bootleg)
- 2013: Skylar Grey – C'mon Let Me Ride (Mikael Weersmet & Danny Avila Trapstep Remix)
- 2013: Krewella – Live For The Night (Deniz Koyu & Danny Avila Remix)
- 2014: Stromae – Tous les mêmes (Lucas Divino, Andres Chevalle & Danny Avila Dirty Dutch Remix)
- 2016: MNEK & Zara Larsson – Never Forget You (Danny Avila Bootleg)
- 2018: Gavin James – I Don't Know Why (Danny Avila Remix)